# Western Illinois University
La Western Illinois University è un'università statunitense pubblica con sede a Macomb, nello Stato dell'Illinois.

## Storia
L'università fu fondata nel 1899 come Western Illinois State Normal School (il primo presidente fu John W. Henninger); nella sua storia ha cambiato denominazione due volte (Western Illinois State Teachers College sino ad assumere l'attuale denominazione).

## Sport
I Leathernecks, che fanno parte della NCAA Division I, sono affiliati alla Ohio Valley Conference. La pallacanestro, il baseball e il football americano sono gli sport principali, le partite interne vengono giocate all'Hanson Field e indoor al Western Hall.

### Pallacanestro
Western Illinois non ha mai partecipato alla March Madness a livello di Division I, l'unico leathernecks ad esser approdato in NBA è Al Miksis.